# The Miseducation of Lauryn Hill
The Miseducation of Lauryn Hill là album phòng thu đầu tay của nghệ sĩ thu âm người Mỹ Lauryn Hill, phát hành ngày 25 tháng 8 năm 1998 bởi Ruffhouse Records và Columbia Records. Quá trình thực hiện album được diễn ra xuyên suốt năm 1997 đến tháng 6 năm 1998, trong khoảng thời gian Hill mang thai đứa con đầu lòng của mình. Nữ ca sĩ đóng vai trò điều hành sản xuất và viết lời cho hầu hết những bài hát cho album, bên cạnh việc cộng tác với những nhà sản xuất như Che Guevara và Vada Nobles. Ngoài ra, nó còn bao gồm sự tham gia đóng góp từ D'Angelo, Carlos Santana, Mary J. Blige và nghệ sĩ vô danh lúc bấy giờ John Legend. Được đánh giá như là một album neo soul, The Miseducation of Lauryn Hill là sự kết hợp giữa nhiều phong cách âm nhạc như R&B, hip hop, soul và reggae, với nội dung lời bài hát đề cập đến nhiều chủ đề khác nhau, từ việc mang thai của Hill đến những bất đồng nội bộ trong nhóm nhạc cũ của cô Fugees, bên cạnh những chủ đề về tình yêu và Thiên Chúa.
Sau khi phát hành, The Miseducation of Lauryn Hill nhận được không ngớt những lời khen ngợi từ các nhà phê bình âm nhạc, trong đó họ đánh giá cao ý tưởng của Hill trong việc thể hiện quan điểm của phụ nữ về tình yêu và cuộc sống, bên cạnh những lời khen về tầm nhìn âm nhạc của cô. Nó cũng gặt hái những thành công rực rỡ về mặt thương mại trên toàn cầu, đứng đầu các bảng xếp hạng ở Canada và Ireland, và lọt vào top 5 ở hầu hết những quốc gia nó xuất hiện, bao gồm nhiều thị trường lớn như Úc, Áo, Pháp, New Zealand, Na Uy, Thụy Điển và Vương quốc Anh. Tại Hoa Kỳ, The Miseducation of Lauryn Hill ra mắt ở vị trí quán quân trên bảng xếp hạng Billboard 200 với 422.624 bản, một kỷ lục về doanh số tiêu thụ trong tuần đầu của một nghệ sĩ nữ lúc bấy giờ, và trụ vững ở vị trí này trong bốn tuần không liên tiếp. Nó đã được chứng nhận tám đĩa Bạch kim từ Hiệp hội Công nghiệp ghi âm Mỹ (RIAA), công nhận 8 triệu bản đã được tiêu thụ tại đây. Tính đến nay, album đã bán được hơn 19 triệu bản trên toàn thế giới.
Kể từ khi được phát hành, The Miseducation of Lauryn Hill đã lọt vào danh sách những album hay nhất của nhiều ấn phẩm âm nhạc, trong đó một số nhà phê bình ghi nhận nó như là một trong những "kiệt tác" của thập niên 1990, cũng như là một trong những album vĩ đại nhất mọi thời đại. Album được xếp ở vị trí thứ 314 trong danh sách 500 album vĩ đại nhất mọi thời đại của tạp chí Rolling Stones và được vinh danh bởi Thư viện Quốc hội Hoa Kỳ. Tại lễ trao giải Grammy lần thứ 41, nó đã giúp Hill trở thành nghệ sĩ nữ đầu tiên nhận được mười đề cử trong một đêm, và tiếp tục thiết lập kỷ lục với việc chiến thắng năm hạng mục, bao gồm Nghệ sĩ mới xuất sắc nhất và Album của năm. Ngoài ra, nó cũng đạt giải Grammy, Giải thưởng Âm nhạc Mỹ và Giải thưởng âm nhạc Billboard cho Album R&B xuất sắc nhất.
Ba đĩa đơn đã được phát hành từ album, và tất cả đều đạt được những thành công đáng kể trên các bảng xếp hạng. Đĩa đơn chủ đạo, "Doo Wop (That Thing)" ra mắt ở vị trí số một trên bảng xếp hạng Billboard Hot 100, và chiến thắng hai giải Grammy cho Trình diễn giọng R&B nữ xuất sắc nhất và Bài hát R&B xuất sắc nhất. "Ex-Factor" và "Everything Is Everything" lần lượt được phát hành như là hai đĩa đơn cuối cùng từ album, trong đó "Ex-Factor" trở thành bản hit thành công nhất của Hill ở Vương quốc Anh và "Everything Is Everything" nhận được một đề cử giải Grammy. Thành công của The Miseducation of Lauryn Hill và những đĩa đơn từ album đã giúp Hill trở thành một biểu tượng truyền thông quốc gia, một siêu sao quốc tế và góp phần phổ biến thể loại nhạc hip hop và neo soul vào nền âm nhạc đại chúng.

## Danh sách bài hát
| STT              | Nhan đề                                          | Sáng tác                          | Sản xuất                     | Thời lượng |
| ---------------- | ------------------------------------------------ | --------------------------------- | ---------------------------- | ---------- |
| 1.               | "Intro"                                          |                                   | Lauryn Hill                  | 0:47       |
| 2.               | "Lost Ones"                                      | Lauryn Noelle Hill                | Hill Che Guevara Vada Nobles | 5:33       |
| 3.               | "Ex-Factor"                                      | Hill                              | Hill                         | 5:26       |
| 4.               | "To Zion" (hợp tác với Carlos Santana)           | Hill                              | Hill Guevara                 | 6:08       |
| 5.               | "Doo Wop (That Thing)"                           | Hill                              | Hill                         | 5:19       |
| 6.               | "Superstar"                                      | Hill, Johari Newton, James Poyser | Hill                         | 4:56       |
| 7.               | "Final Hour"                                     | Hill                              | Hill                         | 4:15       |
| 8.               | "When It Hurts So Bad"                           | Hill                              | Hill                         | 5:42       |
| 9.               | "I Used to Love Him" (hợp tác với Mary J. Blige) | Hill                              | Hill                         | 5:39       |
| 10.              | "Forgive Them Father"                            | Hill                              | Hill                         | 5:15       |
| 11.              | "Every Ghetto, Every City"                       | Hill                              | Hill                         | 5:14       |
| 12.              | "Nothing Even Matters" (hợp tác với D'Angelo)    | Hill                              | Hill                         | 5:49       |
| 13.              | "Everything Is Everything"                       | Hill, J. Newton                   | Hill                         | 4:58       |
| 14.              | "The Miseducation of Lauryn Hill"                | Hill, Tejumold Newton             | Hill                         | 4:17       |
| Tổng thời lượng: | Tổng thời lượng:                                 | Tổng thời lượng:                  | Tổng thời lượng:             | 69:20      |

| Những track ẩn | Những track ẩn               | Những track ẩn        | Những track ẩn | Những track ẩn |
| STT            | Nhan đề                      | Sáng tác              | Sản xuất       | Thời lượng     |
| -------------- | ---------------------------- | --------------------- | -------------- | -------------- |
| 15.            | "Can't Take My Eyes Off You" | Bob Crewe, Bob Gaudio | Hill           | 3:41           |
| 16.            | "Tell Him"                   | Hill                  | Hill           | 4:38           |

## Xếp hạng
| Bảng xếp hạng (1998–99)                  | Vị trí cao nhất |
| ---------------------------------------- | --------------- |
| Album Úc (ARIA)                          | 2               |
| Album Áo (Ö3 Austria)                    | 4               |
| Album Bỉ (Ultratop Vlaanderen)           | 10              |
| Album Bỉ (Ultratop Wallonie)             | 3               |
| Canada (RPM)                             | 1               |
| Album Canada (Billboard)                 | 1               |
| Đan Mạch (Hitlisten)                     | 15              |
| Châu Âu (European Top 100 Albums)        | 2               |
| Album Hà Lan (Album Top 100)             | 11              |
| Album Phần Lan (Suomen virallinen lista) | 20              |
| Album Pháp (SNEP)                        | 3               |
| Đức (Offizielle Top 100)                 | 9               |
| Ireland (IRMA)                           | 1               |
| Ý (FIMI)                                 | 23              |
| Nhật Bản (Oricon)                        | 6               |
| Album New Zealand (RMNZ)                 | 5               |
| Album Na Uy (VG-lista)                   | 2               |
| Album Scotland (OCC)                     | 3               |
| Tây Ban Nha (PROMUSICAE)                 | 11              |
| Album Thụy Điển (Sverigetopplistan)      | 3               |
| Album Thụy Sĩ (Schweizer Hitparade)      | 11              |
| Album Anh Quốc (OCC)                     | 2               |
| Album Anh Quốc R&B (OCC)                 | 1               |
| Album Hoa Kỳ Billboard 200               | 1               |
| Album Hoa Kỳ Top R&B/Hip-Hop (Billboard) | 1               |

| Bảng xếp hạng (1990–1999) | Vị trí |
| ------------------------- | ------ |
| US Billboard 200          | 40     |

| Bảng xếp hạng (1998)                         | Vị trí |
| -------------------------------------------- | ------ |
| Canadian Albums (RPM)                        | 39     |
| Europe (European Top 100 Albums)             | 47     |
| French Albums (SNEP)                         | 31     |
| Japanese Albums (Oricon)                     | 75     |
| New Zealand (Recorded Music NZ)              | 42     |
| Norwegian Autumn Period Albums (VG-lista)    | 17     |
| Swedish Albums (Sverigetopplistan)           | 97     |
| UK Albums (OCC)                              | 82     |
| US Billboard 200                             | 24     |
| US Top R&B/Hip-Hop Albums (Billboard)        | 1      |
| Bảng xếp hạng (1999)                         | Vị trí |
| Australian Albums (ARIA)                     | 46     |
| Austrian Albums (Ö3 Austria)                 | 19     |
| Belgian Albums (Ultratop Flanders)           | 31     |
| Belgian Albums (Ultratop Wallonia)           | 58     |
| Canadian Albums (RPM)                        | 15     |
| Danish Albums (Hitlisten)                    | 40     |
| Dutch Albums (MegaCharts)                    | 34     |
| Europe (European Top 100 Albums)             | 13     |
| French Albums (SNEP)                         | 36     |
| German Albums (Offizielle Top 100)           | 34     |
| Italian Albums (FIMI)                        | 66     |
| Japanese Albums (Oricon)                     | 67     |
| New Zealand (Recorded Music NZ)              | 25     |
| Norwegian Christmas Period Albums (VG-lista) | 5      |
| Norwegian Spring Period Albums (VG-lista)    | 4      |
| Swedish Albums (Sverigetopplistan)           | 45     |
| UK Albums (OCC)                              | 17     |
| US Billboard 200                             | 11     |
| US Top R&B/Hip-Hop Albums (Billboard)        | 3      |

## Chứng nhận
| Quốc gia                                                                           | Chứng nhận  | Số đơn vị/doanh số chứng nhận |
| ---------------------------------------------------------------------------------- | ----------- | ----------------------------- |
| Úc (ARIA)                                                                          | Bạch kim    | 70.000^                       |
| Áo (IFPI Áo)                                                                       | Vàng        | 25.000*                       |
| Bỉ (BEA)                                                                           | Bạch kim    | 50.000*                       |
| Canada (Music Canada)                                                              | 7× Bạch kim | 700.000^                      |
| Pháp (SNEP)                                                                        | 2× Bạch kim | 701,300                       |
| Đức (BVMI)                                                                         | Bạch kim    | 500.000^                      |
| Nhật Bản (RIAJ)                                                                    | Triệu       | 1,000,000                     |
| Hà Lan (NVPI)                                                                      | Bạch kim    | 100.000^                      |
| New Zealand (RMNZ)                                                                 | 3× Bạch kim | 45.000^                       |
| Na Uy (IFPI)                                                                       | Bạch kim    | 50,000*                       |
| Tây Ban Nha (PROMUSICAE)                                                           | Vàng        | 50.000^                       |
| Thụy Điển (GLF)                                                                    | Bạch kim    | 80.000^                       |
| Thụy Sĩ (IFPI)                                                                     | Vàng        | 25.000^                       |
| Anh Quốc (BPI)                                                                     | 3× Bạch kim | 1,000,000                     |
| Hoa Kỳ (RIAA)                                                                      | 8× Bạch kim | 8.000.000^                    |
| Tổng hợp                                                                           |             |                               |
| Châu Âu (IFPI)                                                                     | 2× Bạch kim | 2.000.000*                    |
| * Chứng nhận dựa theo doanh số tiêu thụ. ^ Chứng nhận dựa theo doanh số nhập hàng. |             |                               |